# 雅朗阿
雅朗阿（穆麟德轉寫：uksun yalangga；1733年7月16日（雍正十一年六月初六）—1795年1月2日（乾隆五十九年十二月十二）），滿洲愛新覺羅氏。克勤郡王岳托後裔，已革平郡王訥爾圖之孫，追封克勤郡王訥清額第十子，第三任克勤郡王（鐵帽子王之一）（1780年－1795年）。
乾隆十六年（1751年）十月，雅朗阿蔭封三等侍衛，二十五年（1760年）二月降為四等侍衛。次年（1761年）七月，朝廷授與他鑲紅旗蒙古副都統一職，同年九月任烏里雅蘇臺參贊大臣；到二十七年（1762年）八月調任鑲紅旗滿州副都統、二十八年（1763年）調科布多參贊大臣。
乾隆四十四年（1779年），克勤良郡王慶恆逝世。朝廷在四十五年五月以第二任平郡王訥爾圖孫雅朗阿承襲克勤郡王爵位，乾隆五十一年（1786年）十一月為玉牒館總裁，五十九年十二月（合1795年）逝世，朝廷予謚號「莊」，以第三子恆謹承襲爵位。

## 家族
- 父：追封克勤郡王訥清額
- 母：側福晉舒穆祿氏[1]
- 妻妾：[1]
  - 嫡福晉瓜爾佳氏
  - 側福晉張佳氏
- 子：[1]

1. 恆廸，母嫡福晉瓜爾佳氏
2. 追封克勤郡王恆元，母嫡福晉瓜爾佳氏
3. 已革克勤郡王、不入八分輔國公恆謹，母側福晉張佳氏
4. 三等鎮國將軍恆節，母側福晉張佳氏

- 女：一女嫁多罗额驸明勋，明勋为武勋王扬古利公家族一等侯伊尔德后裔，进士鄂恒的舅舅。

### 引用
1. 1 2 3 4 5 6 7 8 9  《愛新覺羅宗譜》乙冊，3165－3167頁。